# James Forman
James Forman (Chicago, 4 de octubre de 1928 - Washington D. C., 10 de enero de 2005) fue un activista y escritor estadounidense, reconocido como uno de los más prominentes líderes afroamericanos en el movimiento de los derechos civiles.

## Carrera
Participó activamente en el Comité Coordinador Estudiantil No Violento (SNCC), en el Partido Pantera Negra y en la Liga Revolucionaria de Trabajadores Negros. Como secretario ejecutivo de la SNCC de 1961 a 1966, Forman desempeñó un papel importante en las marchas por la libertad, el movimiento de Albany, la campaña de Birmingham y las marchas de Selma a Montgomery.
Después de la década de 1960, Forman pasó el resto de su vida adulta organizando a la comunidad afroamericana en torno a cuestiones de igualdad social y económica. También enseñó en la Universidad Americana y en otras importantes instituciones. Escribió varios libros documentando sus experiencias dentro del movimiento y su filosofía política en evolución, incluyendo Sammy Younge Jr: The First Black College Student to Die in the Black Liberation Movement (1969), The Making of Black Revolutionaries (1972 y 1997) y Self Determination: An Examination of the Question and Its Application to the African American People (1984).

### Fallecimiento y legado
El activista falleció el 10 de enero de 2005 de cáncer de colon a los setenta y seis años. El New York Times se refirió a Forman como "un pionero de los derechos civiles que aportó una visión ferozmente revolucionaria y habilidades organizativas magistrales a prácticamente todos los principales campos de batalla de los derechos civiles en la década de 1960".